# 全方位课程设计
全方位课程设计（英語：Universal Design for Learning）是一套课程设计的指导原则和框架，以解决学生个体学情的差别，帮助全部的学生达成高效的学习。这套教学设计的原则提供学习内容，学习方式，学习原因上的多样性，灵活性，和可替代性，以配合不同学习者的学习风格和特点。全方位课程设计力图配合所有学习者的个性和特点，突破传统的把一套教学大纲提供给全部学习者的做法，弥补其出现「后进生」的缺陷。全方位课程设计相信每个学生都有其特有的学习风格和潜能，没有所谓的「学困生」，只有不够合理的教材和教学设计。
全方位课程设计的三大原则
- 提供多样化的信息呈现方式：即就相同或相似的学习目标提供多媒体，多语言，多方式的信息呈现方式，以解决不同学生在语言能力，图像和声音识别能力，阅读能力上的差异。
- 提供多样化的行为和表达方式：学习过程和成果的呈现方式不仅仅侷限于口头發言或书面报告。
- 提供多样化的参与方式：迎合不同学生的兴趣需要，提升学生长期的参与度，并主动学习。[1][2]

全方位课程设计与技术
现代技术促进全方位课程设计的发展和应用，并帮助学生学习。现代技术在学习时间，地点，方式上提供更大的弹性和选择。但是，在传统技术的课堂，全方位课程设计也是可能实现的。